# Happiness Begins
Happiness Begins – piąty album studyjny amerykańskiego zespołu muzycznego Jonas Brothers, wydany 7 czerwca 2019 roku. Jest to ich pierwszy studyjny album od czasu Lines, Vines and Trying Times wydanego 12 czerwca 2009 roku.
W Polsce nagrania uzyskały certyfikat platynowej płyty.

## Lista utworów
| Edycja Standardowa | Edycja Standardowa    | Edycja Standardowa |
| Nr                 | Tytuł utworu          | Długość            |
| ------------------ | --------------------- | ------------------ |
| 1.                 | „Sucker”              | 3:01               |
| 2.                 | „Cool”                | 2:47               |
| 3.                 | „Only Human”          | 3:03               |
| 4.                 | „I Believe”           | 3:37               |
| 5.                 | „Used to Be”          | 3:04               |
| 6.                 | „Every Single Time”   | 3:32               |
| 7.                 | „Don't Throw It Away” | 2:52               |
| 8.                 | „Love Her”            | 3:13               |
| 9.                 | „Happy When I'm Sad”  | 2:38               |
| 10.                | „Trust”               | 3:00               |
| 11.                | „Strangers”           | 3:53               |
| 12.                | „Hesitate”            | 3:28               |
| 13.                | „Rollercoaster”       | 3:01               |
| 14.                | „Comeback”            | 2:35               |
|                    |                       | 43:44              |

| Target exclusive bonus tracks | Target exclusive bonus tracks | Target exclusive bonus tracks |
| Nr                            | Tytuł utworu                  | Długość                       |
| ----------------------------- | ----------------------------- | ----------------------------- |
| 1.                            | „First”                       |                               |
| 2.                            | „Cool (Acoustic Version)”     |                               |